# Adama Traoré (cầu thủ bóng đá, sinh 1996)
Adama Traoré Diarra (sinh ngày 25 tháng 1 năm 1996) là cầu thủ bóng đá chuyên nghiệp người Tây Ban Nha, chơi ở vị trí tiền vệ cánh hoặc hậu vệ cánh cho câu lạc bộ Fulham tại Premier League và Đội tuyển bóng đá quốc gia Tây Ban Nha.
Anh bắt đầu sự nghiệp với Barcelona, chủ yếu xuất hiện trên ghế dự bị. Năm 2015, anh ký hợp đồng với Aston Villa và một năm sau là Middlesbrough trước khi gia nhập Wolverhampton Wanderers vào tháng 8 năm 2018. Tháng 1 năm 2022, anh trở về đội bóng cũ Barcelona theo một bản hợp đồng cho mượn từ Wolverhampton.
Traoré đã thi đấu cho bóng đá Tây Ban Nha ở các cấp độ U-16, U-17, U-19 và U-21.
Traoré đủ điều kiện để đại diện cho Mali hoặc Pháp quốc tế vì cha mẹ của anh ấy, Tây Ban Nha vì anh ấy sinh ra ở L'Hospitalet de Llobregat, và Pháp vì anh ấy đã sống ở quốc gia này từ khi còn nhỏ.

## Sự nghiệp câu lạc bộ

### Barcelona
Traoré sinh ra tại L'Hospitalet de Llobregat, Barcelona, Catalonia và có bố mẹ là người Mali. Anh gia nhập đội trẻ Barcelona năm 2004 khi mới 8 tuổi. Năm 2013, anh được đôn lên đội B và có màn ra mắt ngày 6 tháng 10 trong trận thua trước SD Ponferradina tại Segunda División

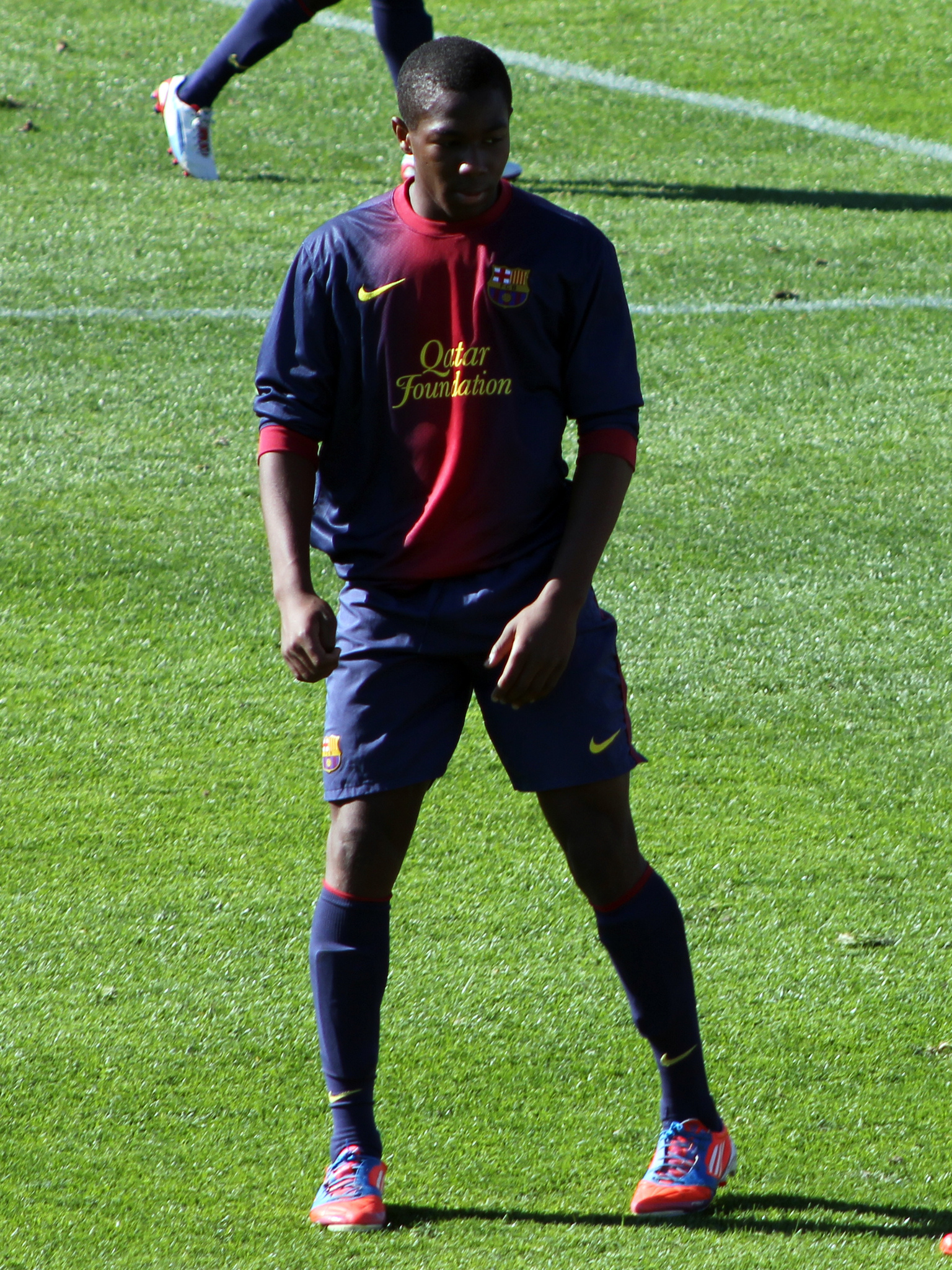
Traoré chơi cho Barcelona B năm 2012

Vào ngày 9 tháng 11 năm 2013, Traoré vào sân đầu hiệp hai nhưng bị đuổi khỏi sân vì phạm lỗi dẫn đến một quả phạt đền trong trận thua 0-3 trước Real Jaén tại Mini Estadi. Hai tuần sau, anh chơi trận La Liga đầu tiên của mình khi chỉ mới 17 tuổi, thay thế cho Neymar trong chiến thắng 4-0 trên sân nhà trước Granada; anh xuất hiện lần đầu tiên tại UEFA Champions League vào ngày 26 tháng 11, thay cho Cesc Fàbregas ở phút thứ 82 trong trận thua 1-2 trước AFC Ajax ở vòng bảng.
Traoré cũng thi đấu cho U-19 Barcelona trong mùa đầu tiên của UEFA Youth League, chơi năm trận và ghi 2 bàn giúp đội bóng giành cúp. Anh ghi bàn thắng đầu tiên cho đội hình chính của Blaugrana vào ngày 16 tháng 12 năm 2014, chơi 16 phút và đóng góp vào trận đấu hủy diệt 8-1 trước SD Huesca tại Copa del Rey.

### Aston Villa
Vào ngày 14 tháng 8 năm 2015, Traoré gia nhập Aston Villa trong một hợp đồng 5 năm với mức giá 7 triệu bảng (10 triệu euro) có thể tăng lên 12 triệu euro mà Barcelona đưa vào điều khoản mua lại ba năm trong hợp đồng. Anh ra mắt 8 ngày sau đó trong trận đấu với Crystal Palace, và cây thánh giá của anh đã dẫn đến một bàn phản lưới nhà của Pape Souaré 8 phút sau khi anh vào sân thay thế cho Carlos Sánchez. Anh ghi bàn thắng đầu tiên của mình ba ngày sau đó, trận thắng đầu tiên của đội bóng trên sân nhà với tỉ số 5-3 trước Notts County ở vòng hai League Cup.
Traoré vào sân trong hiệp hai trong trận đấu trụ hạng với đối thủ Sunderland vào ngày 2 tháng 1 năm 2016, và trong một pha phản công, anh đã kiến tạo cho Carles Gil thực hiện một pha volley - sau đó anh được thay thế do chấn thương, và đội của anh thua 3 -1. Sau trận đấu đó, anh đã bị loại khỏi đội vì sự vô kỷ luật, mùa giải kết thúc với sự xuống hạng của đội bóng.

### Middlesbrough
Vào ngày 31 tháng 8 năm 2016, Traoré ký hợp đồng bốn năm với Middlesbrough, giá trị của bản hợp đồng không được tiết lộ, và Albert Adomah thì được chuyển nhượng ngược lại. Anh ra mắt vào ngày 10 tháng 9 năm 2016 trong trận thua 1-2 trên sân nhà trước Crystal Palace, thay thế Cristhian Stuani trong chín phút cuối cùng; trong mùa đầu tiên, anh thi đấu 31 trận nhưng không ghi được bàn.
Traoré đã gây ấn tượng trong năm 2017-18, đầu tiên dưới thời Garry Monk và sau đó là Tony Pulis, tốc độ của anh gây ra nhiều khó khăn cho các hậu vệ, bao gồm màn trình diễn ấn tượng trước Leeds United vào ngày 2 tháng 3 năm 2018 trong chiến thắng 3-0. Anh có tổng cộng 5 bàn thắng và 10 pha kiến tạo trong suốt mùa và đội bóng được lọt vào vòng play-off tại Championship, nơi họ bị đánh bại bởi đội bóng cũ của anh là Aston Villa; nhờ vậy, anh giành giải Cầu thủ xuất sắc nhất năm của người hâm mộ, Cầu thủ trẻ của năm và Cầu thủ xuất sắc nhất năm của các cầu thủ.

### Wolverhampton Wanderers
Vào ngày 8 tháng 8 năm 2018, Traoré gia nhập đội bóng mới thăng hạng là Wolverhampton Wanderers trong một bản hợp đồng 5 năm với mức phí không được tiết lộ  trong khoảng 18 triệu bảng. Anh ghi bàn thắng đầu tiên cho đội bóng tại Premier League vào ngày 1 tháng 9, trong lần ra sân thứ 40 trong mùa giải, trong chiến thắng 1-0 trên sân khách trước West Ham United. Trận đấu đầu tiên của anh diễn ra vào ngày 27 tháng 10, trong trận thua 0-1 trước Brighton & Hove Albion.
Vào ngày 6 tháng 10 năm 2019, trong trận đấu thứ 50 của mình cho Wolves, Traoré đã ghi cả hai bàn thắng trong chiến thắng 2-0 trên sân khách trước đương kim vô địch Manchester City.
Vào ngày 28 tháng 11 năm 2019, Traoré ghi bàn thắng đầu tiên của mình tại giải đấu dành cho các câu lạc bộ châu Âu cho Wolves trong trận hòa 3-3 trước Braga ở vòng bảng Europa League.
Traoré ghi bàn thắng đầu tiên trên sân nhà Molineux tại Premier League trong trận thua 1-2 trước Tottenham Hotspur vào ngày 15 tháng 12 năm 2019. Traoré đã giành giải thưởng Cầu thủ xuất sắc nhất tháng của PFA vào tháng 1 năm 2020 với 45% phiếu bầu của người hâm mộ.

## Sự nghiệp quốc tế
Vào ngày 17 tháng 2 năm 2014, Liên đoàn bóng đá Mali đã thông báo rằng Traoré và anh trai Mohamed đã quyết định thi đấu cho Mali. Tuy nhiên, trong một cuộc phỏng vấn với BBC Sport vào tháng 10 năm 2015, anh nói vẫn đang xem xét các lựa chọn của mình. Anh ra mắt cho Tây Ban Nha U-21 ngày 22 tháng 3 năm 2018, chơi 15 phút trong chiến thắng 5-3 trước Bắc Ireland tại vòng loại giải 2019 European Championship.
Vào tháng 11 năm 2019, Traoré tuyên bố rằng anh muốn chơi cho Mali. Tuy nhiên, vài ngày sau, anh được triệu tập lần đầu tiên với đội tuyển quốc gia Tây Ban Nha cho các trận đấu vòng loại Euro 2020 với Malta và Romania thay cho Rodrigo bị chấn thương. Anh rút khỏi đội hình vì chấn thương và được thay thế bởi Pablo Sarabia.
Vào tháng 1 năm 2020, anh nói rằng anh chưa quyết định tương lai thi đấu quốc tế của mình ở đâu.
Vào tháng 8 năm 2020, Traoré lại được triệu tập lên đội tuyển Tây Ban Nha chuẩn bị cho UEFA Nations League, nhưng sau đó anh đã bị loại do dương tính với COVID-19.

## Phong cách chơi
Tim Sherwood, quản lý của Traoré tại Villa, đã so sánh anh với cả Lionel Messi và Cristiano Ronaldo, nói rằng anh có "một chút" của cả hai. Catherine Wilson của ESPN FC đã ghi nhận "tinh thần thể thao" của anh, mặc dù cũng nhận xét rằng "tư duy bóng đá và kỹ năng làm việc nhóm của anh ấy chắc chắn là đáng bàn luận". Nhận xét về vóc dáng của mình, tờ Telegraph của Anh cho biết "Anh ta được chế tạo như một chiếc xe tăng. Kích thước cánh tay trên người đàn ông đó. One drive and it would be lights out ".
Vào năm 2018, Matt Stanger của ESPN đã thừa nhận tốc độ và sức mạnh của Traoré và nói thêm rằng anh ta "hiện đang thể hiện sự điềm tĩnh để tìm đường chuyền sát thủ", đồng thời khen ngợi "tăng tốc nhanh" và "kiểm soát bóng tuyệt vời để che chắn bóng khỏi các hậu vệ"; Stanger cũng tin rằng "đóng góp phòng thủ" của Traoré sẽ được phát triển, chỉ ra điểm yếu chính của anh ta là "những khoảnh khắc liều lĩnh" và "ra quyết định", "tiếp tục làm nản lòng đồng đội"; anh cũng được Philip Tallentire của Teesside Gazette mô tả là một "tay chơi cao thủ", sau phong độ của ông trong mùa giải 2017-18.
Trong khi với Wolverhampton Wanderers, sau ba lần ra sân đầu tiên với tư cách dự bị, Michael Butler của The Guardian đã nhận xét: "Traoré luôn được coi là một viên kim cương thô, nhanh như chớp nhưng có lẽ thiếu bình tĩnh hoặc là sản phẩm cuối cùng. [... ] Cứ sau 90 phút, không ai ở Premier League tạo ra nhiều cơ hội hơn cầu thủ 22 tuổi hoặc có một nửa số lần rê bóng thành công: Eden Hazard có 5,56 mà Traoré có 11,87.

## Đời tư
Anh trai của Traoré, Moha, cũng là một cầu thủ bóng đá.

## Thống kê sự nghiệp
Tính đến ngày 23 tháng 5 năm 2021
| Câu lạc bộ              | Mùa giải            | Giải đấu            | Giải đấu | Giải đấu | Cúp quốc gia | Cúp quốc gia | Cúp liên đoàn | Cúp liên đoàn | Châu Âu | Châu Âu | Khác | Khác | Tổng cộng | Tổng cộng |
| Câu lạc bộ              | Mùa giải            | Hạng                | Trận     | Bàn      | Trận         | Bàn          | Trận          | Bàn           | Trận    | Bàn     | Trận | Bàn  | Trận      | Bàn       |
| ----------------------- | ------------------- | ------------------- | -------- | -------- | ------------ | ------------ | ------------- | ------------- | ------- | ------- | ---- | ---- | --------- | --------- |
| Barcelona B             | 2013–14             | Segunda División    | 26       | 5        | —            | —            | —             | —             | —       | —       | —    | —    | 26        | 5         |
| Barcelona B             | 2014–15             | Segunda División    | 37       | 3        | —            | —            | —             | —             | —       | —       | —    | —    | 37        | 3         |
| Barcelona B             | Total               | Total               | 63       | 8        | —            | —            | —             | —             | —       | —       | —    | —    | 63        | 8         |
| Barcelona               | 2013–14             | La Liga             | 1        | 0        | 0            | 0            | —             | —             | 1       | 0       | 0    | 0    | 2         | 0         |
| Barcelona               | 2014–15             | La Liga             | 0        | 0        | 2            | 1            | —             | —             | 0       | 0       | —    | —    | 2         | 1         |
| Barcelona               | Tổng cộng           | Tổng cộng           | 1        | 0        | 2            | 1            | —             | —             | 1       | 0       | 0    | 0    | 4         | 1         |
| Aston Villa             | 2015–16             | Premier League      | 10       | 0        | 0            | 0            | 1             | 1             | —       | —       | —    | —    | 11        | 1         |
| Aston Villa             | 2016–17             | Championship        | 1        | 0        | 0            | 0            | 0             | 0             | —       | —       | —    | —    | 1         | 0         |
| Aston Villa             | Tổng cộng           | Tổng cộng           | 11       | 0        | 0            | 0            | 1             | 1             | —       | —       | —    | —    | 12        | 1         |
| Middlesbrough           | 2016–17             | Premier League      | 27       | 0        | 4            | 0            | 0             | 0             | —       | —       | —    | —    | 31        | 0         |
| Middlesbrough           | 2017–18             | Championship        | 34       | 5        | 2            | 0            | 2             | 0             | —       | —       | 2    | 0    | 40        | 5         |
| Middlesbrough           | Tổng cộng           | Tổng cộng           | 61       | 5        | 6            | 0            | 2             | 0             | —       | —       | 2    | 0    | 71        | 5         |
| Wolverhampton Wanderers | 2018–19             | Premier League      | 29       | 1        | 5            | 0            | 2             | 0             | —       | —       | —    | —    | 36        | 1         |
| Wolverhampton Wanderers | 2019–20             | Premier League      | 37       | 4        | 2            | 0            | 0             | 0             | 15      | 2       | —    | —    | 54        | 6         |
| Wolverhampton Wanderers | 2020–21             | Premier League      | 37       | 2        | 3            | 1            | 1             | 0             | —       | —       | —    | —    | 41        | 3         |
| Wolverhampton Wanderers | Tổng cộng           | Tổng cộng           | 103      | 7        | 10           | 1            | 3             | 0             | 15      | 2       | —    | —    | 131       | 10        |
| Tổng cộng sự nghiệp     | Tổng cộng sự nghiệp | Tổng cộng sự nghiệp | 239      | 20       | 18           | 2            | 6             | 1             | 16      | 2       | 2    | 0    | 281       | 25        |